# يو كان وين أف يو وانت (أغنية)
يمكنك الفوز إذا أردت (بالإنجليزية: You Can Win If You Want)‏ هي الأغنية المنفردة الثانية لـ مودرن توكينغ والتي صدرت من ألبومها الأول. صدرت الأغنية المنفردة في 13 مارس 1985 ودخلت المراكز العشرة الأولى في ألمانيا في 13 مايو 1985، بعد قضاء ثلاثة أسابيع في المراكز الخمسة الأولى، وصلت الأغنية المنفردة إلى القمة في نهاية المطاف حيث بيعت أكثر من 250000 وحدة في ألمانيا وحدها.
بلغ ذروتها في المرتبة الثامنة في فرنسا حيث وصلت أيضًا إلى المركز الذهبي لمبيعات 500000 وحدة. صًوّر مقطع الفيديو الخاص بالأغنية في استوديوهات بافاريا في ميونيخ وأخرجه مايكل بينتيلي.

## الإصدارات والمدة
7 "مفردة
1. «يمكنك الفوز إذا أردت» (ريمكس فردي خاص) - 3:44
2. «واحد من مليون» - 3:42

12 "ماكسي
1. «يمكنك الفوز إذا أردت» (نسخة رقص خاصة) - 5:19
2. «يمكنك الفوز إذا أردت» (آلات موسيقية) - 3:43
3. «واحد من مليون» - 3:42

## روابط خارجية
- كلمات الأغنية الكاملة على مترولايركس